# Фарнаваз II
Фарнаваз II — останній Арташесід на престолі Іберії (63—30 до н. е.), син Артака й онук Аршака I.
Під час його вступу на престол Закавказзя, внаслідок перемог Помпея над Тиграном II Великим, потрапило у залежність від Римської республіки. 36 року до н. е. легат Публій Канідій вторгся до Іберії та змусив Фарнаваза приєднатись до походу римлян на царя Кавказької Албанії.
У середньовічній грузинській традиції Фарнавазу, ймовірно, відповідає цар Бартом, який загинув у бою з парфянами, на чолі яких стояв Мірван — син Фарнаджома з династії Фарнавазідів. Розправившись із Бартомом та його спадкоємцями, Мірван відновив династію Фарнавазідів в Іберії.